# Normeret vektorrum
Et normeret vektorrum er i matematikken et reelt eller komplekst vektorrum udstyret med en norm.
Det er altså et par (V, || ⋅ ||) bestående af et reelt hhv. komplekst vektorrum V, og en normfunktion || ⋅ ||:V → R+, der opfylder
1. ||av|| = |a| ||v|| for alle v ∈ V og a ∈ R hhv. a ∈ C,
2. ||v|| = 0 ⇔ v = 0 for alle v ∈ V,
3. ||v + w|| ≤ ||v|| + ||w|| for alle v, w ∈ V (trekantsuligheden).

Ethvert normeret vektorrum (V, || ⋅ ||) bliver til et metrisk rum (V, d) med metrikken
d(x, y) = ||x – y||.
Et normeret vektorrum kaldes et Banachrum, hvis det er fuldstændigt med hensyn til denne metrik.
| Matematik | Spire Denne artikel om matematik er en spire som bør udbygges. Du er velkommen til at hjælpe Wikipedia ved at udvide den. |